# Championnat d'Argentine de football 1990-1991
Navigation
Saison précédente Saison suivante
La saison 1990-1991 du Championnat d'Argentine de football était la 61e édition professionnelle de la première division argentine. Les 20 meilleures équipes du pays sont regroupées au sein d'une poule unique, où chaque club rencontre tous ses adversaires 2 fois. À partir de cette saison, les tournois Ouverture et Clôture sont mis en place avec un titre de champion qui se joue entre les vainqueurs des 2 tournois, si ce n'est pas le même club.
C'est le club de Newell's Old Boys, vainqueur du tournoi d'ouverture qui gagne le titre en battant Boca Juniors en finale du championnat. C'est le 3e titre de champion d'Argentine de son histoire.

## Les 20 clubs participants
| \| Buenos Aires La Plata Santa Fe Rosario Córdoba Resistencia Corrientes \| Villes représentées lors de la saison 1990-1991 |
| Buenos Aires La Plata Santa Fe Rosario Córdoba Resistencia Corrientes                                                       |

- Boca Juniors
- San Lorenzo de Almagro
- River Plate
- Independiente
- Gimnasia y Esgrima (La Plata)
- Newell's Old Boys (Rosario)
- Talleres (Córdoba)
- Unión (Santa Fe)
- Racing Club
- Rosario Central
- Chaco For Ever (Chaco)
- Vélez Sársfield
- Argentinos Juniors
- Estudiantes (La Plata)
- Ferro Carril Oeste
- Deportivo Español
- Platense
- Deportivo Mandiyu (Corrientes)
- Huracán - Promu de Segunda División
- Lanús - Promu de Segunda División

## Compétition
Le classement est établi en utilisant le barème suivant :
- Victoire : 2 points
- Match nul : 1 point
- Défaite, forfait ou abandon : 0 point

### TournoiOuverture
| Rang | Équipe                         | Pts | J  | G  | N  | P  | Bp | Bc | Diff |
| ---- | ------------------------------ | --- | -- | -- | -- | -- | -- | -- | ---- |
| 1    | Newell's Old Boys (Rosario)    | 28  | 19 | 11 | 6  | 2  | 30 | 13 | +17  |
| 2    | River Plate T                  | 26  | 19 | 11 | 4  | 4  | 29 | 13 | +16  |
| 3    | Vélez Sársfield                | 24  | 19 | 8  | 8  | 3  | 27 | 18 | +9   |
| 4    | Argentinos Juniors             | 23  | 19 | 9  | 5  | 5  | 25 | 17 | +8   |
| 5    | Rosario Central                | 23  | 19 | 9  | 5  | 5  | 26 | 21 | +5   |
| 6    | Ferro Carril Oeste             | 23  | 19 | 7  | 9  | 3  | 19 | 16 | +3   |
| 7    | Estudiantes (La Plata)         | 20  | 19 | 6  | 8  | 5  | 17 | 17 | 0    |
| 8    | Boca Juniors                   | 19  | 19 | 6  | 7  | 6  | 18 | 16 | +2   |
| 9    | Huracán P                      | 19  | 19 | 5  | 9  | 5  | 20 | 19 | +1   |
| 10   | Independiente                  | 18  | 19 | 6  | 6  | 7  | 21 | 22 | -1   |
| 11   | San Lorenzo de Almagro         | 18  | 19 | 4  | 10 | 5  | 15 | 18 | -3   |
| 12   | Talleres (Córdoba)             | 18  | 19 | 7  | 4  | 8  | 23 | 27 | -4   |
| 13   | Racing Club                    | 17  | 19 | 2  | 13 | 4  | 19 | 21 | -2   |
| 14   | Gimnasia y Esgrima (La Plata)  | 16  | 19 | 2  | 12 | 5  | 15 | 20 | -5   |
| 15   | Platense                       | 16  | 19 | 5  | 6  | 8  | 16 | 22 | -6   |
| 16   | Chaco For Ever (Chaco)         | 16  | 19 | 6  | 4  | 9  | 19 | 28 | -9   |
| 17   | Deportivo Mandiyú (Corrientes) | 15  | 19 | 4  | 7  | 8  | 17 | 21 | -4   |
| 18   | Deportivo Español              | 14  | 19 | 4  | 6  | 9  | 18 | 24 | -6   |
| 19   | Unión (Santa Fe)               | 13  | 19 | 4  | 5  | 10 | 21 | 28 | -7   |
| 20   | Lanús P                        | 11  | 19 | 3  | 5  | 11 | 11 | 27 | -16  |

|  | Qualification pour la finale nationale            |
|  | Participation à la Liguilla pré-Libertadores      |
|  | T : Tenant du titre P : Promu de Segunda División |

### TournoiClôture
| Rang | Équipe                         | Pts | J  | G  | N  | P  | Bp | Bc | Diff |
| ---- | ------------------------------ | --- | -- | -- | -- | -- | -- | -- | ---- |
| 1    | Boca Juniors                   | 32  | 19 | 13 | 6  | 0  | 32 | 6  | +26  |
| 2    | San Lorenzo de Almagro         | 27  | 19 | 11 | 5  | 3  | 29 | 18 | +11  |
| 3    | Deportivo Mandiyú (Corrientes) | 23  | 19 | 8  | 7  | 4  | 20 | 13 | +7   |
| 4    | Racing Club                    | 23  | 19 | 9  | 5  | 5  | 23 | 22 | +1   |
| 5    | Independiente                  | 23  | 19 | 6  | 10 | 3  | 22 | 15 | +7   |
| 6    | Vélez Sársfield                | 21  | 19 | 7  | 7  | 5  | 25 | 22 | +3   |
| 7    | Huracán P                      | 21  | 19 | 7  | 7  | 5  | 16 | 16 | 0    |
| 8    | Newell's Old Boys (Rosario)    | 20  | 19 | 6  | 8  | 5  | 21 | 14 | +7   |
| 9    | Estudiantes (La Plata)         | 19  | 19 | 6  | 7  | 6  | 18 | 15 | +3   |
| 10   | River Plate T                  | 19  | 19 | 4  | 11 | 4  | 19 | 19 | 0    |
| 11   | Platense                       | 19  | 19 | 5  | 9  | 5  | 11 | 16 | -5   |
| 12   | Lanús P                        | 18  | 19 | 5  | 8  | 6  | 15 | 16 | -1   |
| 13   | Unión (Santa Fe)               | 18  | 19 | 3  | 12 | 4  | 21 | 26 | -5   |
| 14   | Gimnasia y Esgrima (La Plata)  | 17  | 19 | 4  | 9  | 6  | 16 | 22 | -6   |
| 15   | Rosario Central                | 16  | 19 | 4  | 8  | 7  | 15 | 23 | -8   |
| 16   | Ferro Carril Oeste             | 15  | 19 | 2  | 11 | 6  | 15 | 20 | -5   |
| 17   | Deportivo Español              | 14  | 19 | 4  | 6  | 9  | 22 | 25 | -3   |
| 18   | Argentinos Juniors             | 13  | 19 | 3  | 7  | 9  | 19 | 30 | -11  |
| 19   | Chaco For Ever (Chaco)         | 12  | 19 | 1  | 10 | 8  | 15 | 26 | -11  |
| 20   | Talleres (Córdoba)             | 11  | 19 | 4  | 3  | 12 | 24 | 34 | -10  |

|  | Qualification pour la finale nationale            |
|  | Participation à la Liguilla pré-Libertadores      |
|  | Relégation en Segunda División                    |
|  | T : Tenant du titre P : Promu de Segunda División |

- Chaco For Ever (Chaco) et Lanús sont relégués car ils possèdent la plus mauvaise moyenne de points sur les 3 dernières saisons.

### Finale nationale
| 6 juillet 1991 | Newell's Old Boys (Rosario) | 1 - 0 | Boca Juniors | Rosario Central |
|                | Berizzo                     |       |              |                 |

| 9 juillet 1991 | Boca Juniors      | 1 - 0 | Newell's Old Boys (Rosario) | Boca Juniors                         |                                      |
|                | Reinoso 81e       |       |                             | Arbitrage : Francisco Oscar Lamolina | Arbitrage : Francisco Oscar Lamolina |
|                | Tirs au but 1 - 3 |       |                             | Arbitrage : Francisco Oscar Lamolina | Arbitrage : Francisco Oscar Lamolina |

- Newell's Old Boys (Rosario) remporte le titre et est qualifié pour la Copa Libertadores 1992. Boca Juniors participe à la Liguilla pré-Libertadores.

### Liguilla pré-Libertadores
- L'Argentine dispose de 2 places assurées en Copa Libertadores : une pour le vainqueur de la finale nationale et une pour le vainqueur de la Liguilla pré-Libertadores, une coupe qui rassemble les 8 meilleurs clubs de D1. Cette compétition se joue en matchs aller-retour avec élimination directe.

#### Quarts de finale
| Équipe 1        | Résultat | Équipe 2                       | Aller | Retour |
| --------------- | -------- | ------------------------------ | ----- | ------ |
| Independiente   | 2 - 3    | San Lorenzo de Almagro         | 1 - 1 | 1 - 2  |
| River Plate     | 4 - 0    | Deportivo Mandiyú (Corrientes) | 2 - 0 | 2 - 0  |
| Velez Sarsfield | 4 - 5    | Racing Club                    | 3 - 0 | 1 - 5  |
| Boca Juniors    | 2 - 1    | Argentinos Juniors             | 0 - 1 | 2 - 0  |

#### Demi-finales
| Équipe 1     | Résultat      | Équipe 2               | Aller | Retour |
| ------------ | ------------- | ---------------------- | ----- | ------ |
| Boca Juniors | 2 - 2 4-2 tab | Racing Club            | 1 - 1 | 0 - 0  |
| River Plate  | 0 - 0 1-4 tab | San Lorenzo de Almagro | 0 - 0 | 0 - 0  |

#### Finale
| Équipe 1               | Résultat | Équipe 2     | Aller | Retour |
| ---------------------- | -------- | ------------ | ----- | ------ |
| San Lorenzo de Almagro | 2 - 0    | Boca Juniors | 1 - 0 | 1 - 0  |

- San Lorenzo de Almagro se qualifie pour la Copa Libertadores 1992.

## Bilan de la saison
| Tableau d'Honneur                   |                             |
| Compétition                         | Vainqueur                   |
| Championnat d'Argentine de football | Newell's Old Boys (Rosario) |

| Qualifications continentales |                                                    |
| Copa Libertadores 1992       | Newell's Old Boys (Rosario) San Lorenzo de Almagro |

| Promotions et relégations    |                              |
| Promus en Primera Division   | Quilmes Belgrano (Córdoba)   |
| Relégués en Segunda Division | Chaco For Ever (Chaco) Lanús |